# Football Club Lootus Kohtla-Järve Jalgpallikool
Il Football Club Lootus Kohtla-Järve Jalgpallikool, o più semplicemente Lootus Kohtla-Järve, noto dal 2013 al 2020 come Järve Kohtla-Järve oppure Järve e dal 2021 al 2023 come Alliance Ida-Virumaa, è una società calcistica di Kohtla-Järve, in Estonia. Milita in III Liiga, la sesta divisione del calcio estone.

## Storia
Nato nel 1998 dalla precedente squadra Kohtla-Järve Veteranid, il Lootus disputò da subito il campionato di Esiliiga, che concluse in terza posizione. L'anno successivo si piazzò secondo e allo spareggio promozione/retrocessione sconfisse il Lelle, guadagnando così la prima promozione in Meistriliiga.
Retrocesse dalla massima serie dopo tre stagioni, per poi fare ritorno l'anno successivo. Ma nel 2004, anno in cui cambiò il nome in Football Club Lootus Alutaguse, fu di nuovo retrocessa e ripartì dalla II Liiga.
Tornata alla precedente denominazione di Football Club Lootus Kohtla-Järve nel 2006, disputò le stagioni successive tra Esiliiga e II Liiga fino al 2009, quando si classificò secondo e ritornò in Meistriliiga; tuttavia non riuscì a evitare l'ultimo posto e la retrocessione.
Nuovamente in Esiliiga, nel 2012 la squadra retrocesse nella nuova serie di Esiliiga B. Prima della nuova stagione si fuse con un'altra squadra locale, l'Alko Kohtla-Järve, e prese il nome di Jalgpalliklubi Järve Kohtla-Järve.
Trascorse tre stagioni in Esiliiga B, nel 2015 è arrivato secondo riconquistando un posto in Esiliiga, che però mantiene per la sola stagione 2016, in cui arriva ultimo e scende nuovamente nella serie inferiore.
Inizia il 2017 mantenendosi ai primi posti in Esiliiga B, salvo poi cedere alla distanza e concludere quinto. Invece nel 2018 parte male ma in seguito risale la classifica fino a stabilizzarsi in terza posizione, che mantiene fino alla fine e gli permette di disputare lo spareggio promozione/ retrocessione per l'Esiliiga: lo Järve si scontra col Keila, prevale con un complessivo 3-2 e accede alla seconda serie.
Tornato in Esiliiga, si classifica settimo nella stagione 2019. Decisamente peggiore è il campionato 2020, in cui parte con 3 punti di penalizzazione per problemi finanziari e raccoglie solo una vittoria e tre pareggi nell'intero anno, retrocedendo con largo anticipo in Esiliiga B.
Nel 2021 cambia il proprio nome in Ida-Virumaa Football Club Alliance e adotta nuovi colori sociali: il giallo-blu dello Järve è sostituito dal verde-bianco-nero-blu (i primi tre nello stemma, il quarto nella divisa). In campionato arriva terzo e affronta allo spareggio promozione/retrocessione il Pärnu JK, vincendo in casa 4-1 e pareggiando in trasferta 0-0, e così risale in Esiliiga dopo un anno.
Nell'Esiliiga 2022 si classifica all'ottavo posto e accede allo spareggio promozione/retrocessione contro il Kalev Tallinn Under-21 per evitare la discesa. Il pareggio 3-3 all'andata e la vittoria per 0-1 in trasferta al ritorno permettono all'Alliance di mantenere l'Esiliiga.
Dal 2023 il club disputa le partite in casa a Kiviõli, pur mantenendo la sede legale a Kohtla-Järve. In campionato stenta a ottenere risultati, rimanendo insieme al TJK Legion a fondo classifica e accumulando un netto distacco dalle altre squadre che lo precedono, tanto da retrocedere matematicamente in Esiliiga B diverse giornate prima del termine della stagione, con l'ultimo posto finale.
Subito dopo il campionato, l'Alliance si scioglie e vengono ricostituite due squadre: il Lootus Kohtla-Järve, che riprende la storia del vecchio club, e il Kohtla-Järve Linnameeskond. Entrambe si iscrivono alla III Liiga e prendono parte al girone est, ma mentre il Linnameeskond disputa un campionato da alta classifica, il Lootus rimane invece inchiodato nel fondo e mette a segno appena 6 punti in tutta la stagione.
Nel 2025, in seguito all'istituzione della II Liiga B come quinta serie del campionato estone, il Lootus viene riammesso in III Liiga, sebbene la categoria sia stata declassata a sesta serie.

## Palmarès

### Competizioni nazionali
- Esiliiga: 1

2003
- II Liiga: 1

2008

### Altri piazzamenti
- Coppa di Estonia:

Semifinalista: 2000-2001, 2009-2010
- Esiliiga:

Secondo posto: 1999, 2009
Terzo posto: 1998
- Esiliiga B:

Secondo posto: 2015
Terzo posto: 2018, 2021
- II Liiga:

Promozione: 2005

## Statistiche

### Partecipazione ai campionati
| Livello | Categoria    | Partecipazioni | Debutto | Ultima stagione | Totale |
| ------- | ------------ | -------------- | ------- | --------------- | ------ |
| 1º      | Meistriliiga | 5              | 2000    | 2010            | 5      |
| 2º      | Esiliiga     | 12             | 1998    | 2023            | 12     |
| 3º      | II Liiga     | 3              | 2005    | 2008            | 9      |
| 3º      | Esiliiga B   | 6              | 2013    | 2021            | 9      |
| 5º      | III Liiga    | 1              | 2024    | 2024            | 1      |
| 6º      | III Liiga    | 1              | 2025    | 2025            | 1      |